# Васькино (Междуреченский район)
Васькино — деревня в Междуреченском районе Вологодской области.
Входит в состав Сухонского сельского поселения, с точки зрения административно-территориального деления — в Сухонский сельсовет.
Расстояние до районного центра Шуйского по автодороге — 8 км. Ближайший населённый пункт — Жидовиново.

## Население
По переписи 2002 года население — 15 человек.
| 2002 | 2010 |
| ---- | ---- |
| 15   | ↘14  |